# Mario Procaccino
Mario Angelo Procaccino, né le 5 septembre 1912 à Bisaccia et décédé le 20 décembre 1995 à New York, est un ancien avocat, Contrôleur des comptes de la Ville de New York et candidat à la mairie de New York italo-américain. 

## Biographie
Procaccino naît à Bisaccia, en Italie. Lorsqu'il avait neuf ans, sa famille immigra aux États-Unis. Il est diplômé du Lycée Clinton DeWitt en 1931. Malgré la pauvreté de sa famille, Procaccino se rend au City College of New York ainsi qu'à la faculté de droit de l'Université Fordham, la Fordham University School of Law, devenant avocat dans les années 30. Au début des années 40, le maire Fiorello La Guardia l'entendit adresser un rassemblement en faveur de l'obligation de guerre en italien, et voyant la ferveur de la foule, lui dit qu'il devrait faire de la politique et obtint un poste à 3 500 $ (environ 3 370 €) par an au sein du service juridique de la ville. Lorsque l'administration de La Guardia prit fin, Procaccino œuvra pour le Tammany Hall il a finalement obtenu un poste de juge mineur. En 1965, les Démocrates new-yorkais soutinrent Procaccino, un candidat du Bronx d'origine italienne, pour le poste de contrôleur général des finances, accompagné d'un candidat juif, Abraham Beame de Brooklyn, ainsi que d'un irlando-américain du Queens, Frank D. O'Connor, pour le poste de président du conseil municipal. Procaccino et O'Connor furent élus, mais Beame a été vaincu par le Républicain et co-candidat du Parti Libéral de New York, John Lindsay, membre de la Chambre des représentants des États-Unis, puis allié des compatriotes républicains libéraux de New York, le gouverneur Nelson Rockefeller ainsi que le sénateur Jacob Javits.
En 1969, Procaccino remporta la primaire Démocrate pour le poste de maire avec 32.8% des voix dans une compétition à cinq, ayant gagné, parmi tant d'autres, l'ancien maire Robert F. Wagner Jr., le romancier libéral Norman Mailer, ainsi que le Président de l'arrondissement du Bronx, Herman Badillo, qui a ensuite fait défection au Parti républicain. Après avoir brièvement été en tête dans la course électorale générale (un sondage en juin le présentait comme devançant le candidat du Parti Libéral John Lindsay de quatorze points) le démocrate majoritairement conservateur perdra bientôt le soutien du public, probablement puisqu'il était incapable de compléter sa campagne 'law and order' (loi et ordre). Selon le journaliste Richard Reeves, sa campagne était, "la pire campagne politique dans l'histoire américaine". Selon lui, Procaccino "saisit la défaite des mâchoires de la victoire", et a fait quelques gaffes verbales notables pendant la campagne électorale. Lorsqu'il parlait devant une audience afro-américaine, Procaccino fit une bourde en disant, "Mon cœur est aussi noir que le vôtre". Il déclara aussi que son colistier, Frank O'Connor, "grandit sur toi comme un cancer". La permutation courante de son surnom au sein de la communauté hispanophone comme les Pro-Cochinos - en faveur des cochons, un sobriquet courant désignant la police à cette époque. Il eut également beaucoup de difficultés avec les autres communautés ethniques, et diffusa souvent des publicités se proclamant en tant que porte-parole de 'Law and Order' (Loi et Ordre), des commentaires qui furent souvent perçus comme subliminaux par les communautés afro-américaines, les menant à voter pour Lindsay le plus souvent, en bien plus grand nombre que n'importe quel camp démocrate n'avait eu du mal à le faire auparavant. Il divisa aussi le vote conservateur avec son second adversaire ayant battu Lindsay lors de la primaire Républicaine, John J. Marchi. 
Procaccino perdit le mandat de maire face à Lindsay dans une course à trois. Le vote fût vraiment divisé, avec le libéral Lindsay remportant l'élection avec 42% des voix, le démocrate Procaccino en deuxième position avec 36% des voix, ainsi que le républicain John Marchi, membre du Sénat de l'État de New York, à la troisième place avec 22% des voix. Procaccino remporta le Bronx et Brooklyn de justesse, avec Lindsay prenant Manhattan et le Queens, et Marchi obtenant son Staten Island natal. Suivant l'élection, Procaccino travailla en tant que Commissaire des impôts pour le gouverneur Rockefeller, puis travailla de nouveau à son compte. 
Sa campagne eut de nombreuses conséquences durables sur la politique nationale et new-yorkaise. L'une étant qu'il inventa le terme "limousine liberal" (libéral limousine ou limousine libéral) pour caractériser John Lindsay, terme qui fait désormais partie du lexique politique américain. La deuxième conséquence fût le changement de la loi électorale de New York. En raison de la faible majorité relative de Procaccino dans la primaire Démocrate, la loi fût renouvelée de manière à ce qu'aucun candidat n'obtienne 40% du vote, un scrutin uninominal majoritaire à deux tours doit être tenu.
Procaccino vivait à Harrison, dans le comté de Westchester. Il mourut dans le Bronx, où il vécut la plus grande partie de sa vie.

## Sources
- (en) « 'My Heart Is as Black as Yours': White Backlash, Racial Identity, and Italian American Stereotypes in New York City's 1969 Mayoral Campaign », Journal of American Ethnic History, vol. 27, no 3,‎ 18 septembre 2008